# Love Amongst Ruin (album, 2010)
Love Amongst Ruin est le premier album du groupe du même nom, emmené par Steve Hewitt qui fut auparavant batteur au sein de Placebo. L'album est paru le 13 septembre 2010.

## Liste des Chansons
| No  | Titre          | Musique            | Durée |
| --- | -------------- | ------------------ | ----- |
| 1.  | So Sad (fade)  | Hewitt             | 3:06  |
| 2.  | Alone          | Hewitt, Jon Thorne | 3:03  |
| 3.  | Running        | Hewitt, Jon Thorne | 4:30  |
| 4.  | Heaven & Hell  | Hewitt             | 4:15  |
| 5.  | Come On Say It | Hewitt             | 6:51  |
| 6.  | Away From Me   | Hewitt, Jon Thorne | 4:13  |
| 7.  | Blood & Earth  | Hewitt, Jon Thorne | 3:25  |
| 8.  | Truth          | Hewitt, Jon Thorne | 4:01  |
| 9.  | Home           | Hewitt, Jon Thorne | 3:56  |
| 10. | Love Song      | Hewitt             | 3:59  |